# Галичка свадба
Галичка свадба (Петровданска галичка свадба; мкд. Галичка свадба, Петровденска галичка свадба) је културна манифестација која се одржава сваке године на Петровдан, 12. јула у мијачком селу Галичник на Бистри, у Северној Македонији. Галичка свадба је богата по многим оригиналним свадбарским обичајима и ритуалима. За време свадбе свирају зурле. Сваке године посебна комисија бира двоје младих који ће се венчати на Галичкој свадби. Услов је да млади или бар један од њих буде из тог краја. Такође млади морају бити само у грађанском браку, а не и у црквеном.

## Галерија
- Галичка свадба, 1930. године
- Музичари на Галичкој свадби, 1930. године
- Галичник, 1930. године